# Zonocryptus pulchripennis
Zonocryptus pulchripennis är en stekelart som först beskrevs av Szepligeti 1916.  Zonocryptus pulchripennis ingår i släktet Zonocryptus och familjen brokparasitsteklar. Inga underarter finns listade i Catalogue of Life.